# Carrière de Chapeaumont
La carrière de Chapeaumont est une ancienne carrière de pierre souterraine située dans le bois de Chapeaumont, au nord du village de Berny-Rivière, dans le département de l'Aisne.

## Description
C'est une ancienne carrière souterraine, dédiée à l'extraction de calcaire depuis l'époque gallo-romaine, qui a été habitée par des soldats français au cours de la Première Guerre mondiale.
À l'intérieur, se trouve une chapelle particulièrement bien conservée, creusée dans la roche par ceux-ci en trois phases : juin 1916, automne 1916 et janvier 1917. 
D'autres sculptures sont également présentes, dont celles de « Lord Kitchener », « Miss Edith Cavell » et « la cabine téléphonique » qui sont inscrites, avec la chapelle, au titre des monuments historiques depuis 2000.